# Малый Бор (Фралёвское сельское поселение)
Малый Бор (карел. Pieni Boru) — опустевшая деревня в Бежецком районе Тверской области. Входит в состав Фралёвского сельского поселения.

## География
Находится в восточной части Тверской области на расстоянии приблизительно 3 км по прямой на запад-северо-запад от районного центра города Бежецк на восточном краю поймы Мологи.

## История
Деревня была отмечена еще на карте конца XVIII века. В 1859 году здесь (деревня Бежецкого уезда Тверской губернии) было учтено 9 дворов, в 1978 — 8.

## Население
Численность населения: 50 человек (1859 год), 0 как в 2002 году, так и в 2010.